# Danger Mouse (serie animada de 2015)
Danger Mouse es una serie animada británica, basada en la serie animada clásica del mismo nombre de 1981, es producida por FremantleMedia con la animación por Boulder Media y estrenado el 28 de septiembre de 2015 en el canal CBBC coincidiendo el día que inició la serie original hace 34 años en el Reino Unido.
Se basa en la tecnología avanzada con artefactos del siglo XXI cuenta las aventuras del agente secreto inglés más secreto del mundo y su fiel compañero, Penfold, a las órdenes del imperturbable Coronel K (Jefe del Servicio Secreto Británico) en la lucha contra el mal. Para cumplir sus misiones, cuenta con los inventos y aparatos que la profesora Squawkencluck desarrolla en su laboratorio. Todo narrado por un irónica voz en off.
En las primeras 3 semanas del reboot, Danger Mouse alcanzó una cifra de 2.4 millones de visitas y es uno de los programas de mayor audiencia en CBBC.
El 19 de mayo de 2016 fue ordenado para la 2ª temporada, El 4 de abril de 2017 nuevamente extiende la 3ª temporada con 26 episodios.

## Producción
En 2013 FremantleMedia confirmó el lanzamiento que se consideró una serie reboot de relanzamiento, en junio de 2014 se anunció que se estaba haciendo una nueva serie para su emisión en CBBC en 2015. El reboot fue producido por Boulder Media de FremantleMedia Kids. Con la dirección de Robert Cullen. Con Brian Cosgrove, uno de los creadores originales de ser el consultor creativo. Alexander Armstrong y Kevin Eldon dan las voces de Danger Mouse y Penfold, Dave Lamb toma el papel del rol como narrador, mientras Stephen Fry y Ed Gaughan asumen los papeles de Colonel K y Baron Greenback respectivamente, Armstrong de Pointless con su coanfitrión Richard Osman también aparece como Professor Strontium Jellyfishowitz. También se anunció que John Oliver sería el Dr. Augustus P Crumplehorn III y Lena Headey tendría la voz de una nueva personaje Jeopardy Mouse. De acuerdo a Eldon, el estilo de la animación es "lo mismo que la original". En Estados Unidos, Canadá, Japón, Países nórdicos y Latinoamérica está disponible en Netflix.
En agosto de 2019 CBS All Access consigue los derechos de la serie por Streaming en Estados Unidos

## Videojuegos
- (2015) Danger Mouse Saves the Day - juego exclusivo de la CBBC en  Reino Unido, el 1° videojuego con motivo de la nueva serie animada reboot misma fue lanzado en septiembre de 2015. (2016) Danger Mouse Ultimate - En febrero de 2016 fue renovado con nuevos niveles, en junio de 2016 se renueva con más niveles, el título fue cambiado en julio de 2016. (2017) Danger Mouse Ultimate-er Danger Mouse Max-Tastic - En marzo de 2017 el juego liberó nuevos niveles, nuevamente en septiembre de este año se agregan más niveles ahora Danger Mouse Max-Tastic. (2018) Danger Mouse Infinity - En octubre de 2018 el juego ahora en el giroverso, está disponible en Minijuegos.com.[10]
- (2015) Danger Mouse Disasteroids - juego exclusivo de la CBBC en  Reino Unido, el 2° videojuego de la misma fue lanzado en diciembre de 2015.
- (2016) Danger Mouse Danger Dash - juego exclusivo de su canal hermano CBeebies en  Reino Unido, el 3° videojuego es similar al 1° videojuego "Saves the Day" incluye solamente monedas y frutas fue lanzado en junio de 2016.
- (2017) Danger Mouse Jigsaw - juego exclusivo de la CBBC en  Reino Unido, el 4° videojuego de rompecabezas de fácil, normal y difícil fue lanzado en febrero de 2017.
- (2017) Danger Mouse Full Speed - juego exclusivo de la CBBC en  Reino Unido, el 5° videojuego de carreras fácil, normal y turbo fue lanzado en octubre de 2017. (2018) Danger Mouse Full Speed Extreme Turbo - En julio de 2018 fue renovado con nuevos niveles y funciones.
- (2018) Danger Mouse Super Awesome Danger Squad - juego exclusivo de la CBBC en  Reino Unido, el 6° videojuego de trabajo en equipo para enfrentar a los villanos, con la ayuda de los antagonistas podrán enfrentar a los dichos villanos entre 2 o 3 personajes con equipamiento individual squad fue lanzado en septiembre de 2018.

## Doblaje
| Personaje                           | Actor original (UK) Reino Unido | Actor de doblaje (Hispanoamérica) · México | Actor de doblaje (España) · España |
| ----------------------------------- | ------------------------------- | ------------------------------------------ | ---------------------------------- |
| Danger Mouse                        | Alexander Armstrong             | José Gilberto Vilchis                      | Alejandro García (Peyo)            |
| Sinister Mouse                      | Alexander Armstrong             | José Gilberto Vilchis                      | Alejandro García (Peyo)            |
| Ernesto Penfold (Temblón)           | Kevin Eldon                     | Noé Velázquez                              | Carlos del Pino                    |
| Baron Silas von Penfold             | Kevin Eldon                     | Noé Velázquez                              | Carlos del Pino                    |
| Coronel K                           | Stephen Fry                     | Pedro de Aguillón                          | Roberto Cuenca Martínez            |
| Criminal K                          | Stephen Fry                     | Pedro de Aguillón                          | Roberto Cuenca Martínez            |
| Profesora Squawkencluck             | Shauna Macdonald                | Cecilia Gómez                              | Victoria Angulo                    |
| Gran Mente                          | Shauna Macdonald                | Alina Galindo                              |                                    |
| Jeopardy Mouse                      | Lena Headey                     | Alina Galindo                              |                                    |
| Nero                                | Marc Silk                       |                                            |                                    |
| Augustus P. Crumhorn IV             | John Oliver                     | Ricardo Méndez                             |                                    |
| Prof. Strontium Jellyfishowitz      | Richard Osman                   |                                            |                                    |
| Barón Silas von Greenback           | Ed Gaughan                      | Miguel Ángel Leal                          | Carlos Ysbert                      |
| Danger Toad                         | Ed Gaughan                      | Miguel Ángel Leal                          | Carlos Ysbert                      |
| Kwark                               | Ed Gaughan                      | Erick Salinas                              |                                    |
| Pandaminion                         | Ed Gaughan                      |                                            |                                    |
| Isambard Sinclair (narrador)        | Dave Lamb                       | Marco Guerrero                             | Salvador Aldeguer                  |
| Estileto                            | Dave Lamb                       | Miguel Ángel Ruiz                          | Eduardo Bosch                      |
| La Reina                            | Morwenna Banks                  | Ruth Toscano                               | Ana María Simon                    |
| Abejas espaciales                   | Morwenna Banks                  |                                            | Blanca Rada                        |
| Dawn Crumhorn / La princesa         | Morwenna Banks                  | Angélica Villa                             | Cristina Yuste                     |
| Madre de la profesora Squawkencluck | Morwenna Banks                  | Queta Calderón                             |                                    |
| Ivana la Invisible                  | Morwenna Banks                  |                                            |                                    |
| Reina Escarabajo                    | Miranda Richardson              | Erika Rendón                               |                                    |
| Hysteria                            | Lindsey Russell                 | Alicia Barragán                            |                                    |
| Conde Pátula                        | Rasmus Hardiker                 | Luis Alfonso Mendoza                       |                                    |
| Ian                                 | Rasmus Hardiker                 | Ernesto Lezama                             |                                    |
| Jimmy Camel                         | Rasmus Hardiker                 |                                            | Roberto Encinas                    |
| Padre de la profesora Squawkencluck | Rasmus Hardiker                 | Jorge Roig Jr                              |                                    |
| General E. Normus Schwartznut       | Rasmus Hardiker                 | Eduardo Tejedo                             |                                    |
| Danger Sheep                        | Rasmus Hardiker                 | Jorge Ornelas                              |                                    |
| Camembear                           | Rasmus Hardiker                 | Adrián Fogarty                             |                                    |
| Agente 58                           | Rasmus Hardiker                 | Yamil Atala                                |                                    |
| John / Dr. Loo-cifer                | Kayvan Novak                    | Alejandro Carrera                          | Antonio Esquivias                  |
| Brunel                              | Kayvan Novak                    | Kaihiamal Martínez                         |                                    |
| Megahertz                           | Kayvan Novak                    | Dafnis Fernández                           |                                    |
| Evans / planta galesa               | Paul Morgans                    |                                            | Francisco Javier García Sáenz      |
| Lionel                              |                                 |                                            |                                    |
| Chico Malo                          | Richard Ayoade                  | Eduardo Ramírez                            |                                    |
| Hombre de nieve                     | Richard Ayoade                  | Ricardo Bautista                           |                                    |
| Tutankha-Moo                        |                                 |                                            |                                    |
| Safety Mice                         |                                 |                                            |                                    |
| Santa Claus                         | Brian Blessed                   | Eduardo Fonseca                            |                                    |
| Monstruo de basura                  |                                 | Adrián Fogarty                             |                                    |
| Profesor Manos de jamón             | Ben Willbond                    | Gabriel Ortiz                              |                                    |
| Estudios de doblaje                 | N/A                             | IDF Productora: Macias Group               | N/A                                |

## Lista de episodios
| Temporada | Temporada | Episodios | Reino Unido              | Reino Unido           | Latinoamérica       | Latinoamérica          | España               | España              |
| Temporada | Temporada | Episodios | Comienzo                 | Final                 | Comienzo            | Final                  | Comienzo             | Final               |
| --------- | --------- | --------- | ------------------------ | --------------------- | ------------------- | ---------------------- | -------------------- | ------------------- |
|           | 1         | 50        | 28 de septiembre de 2015 | 20 de octubre de 2016 | 29 de abril de 2016 | 9 de noviembre de 2016 | 6 de febrero de 2017 | 27 de julio de 2019 |
|           | 2         | 49        | 14 de junio de 2017      | 5 de marzo de 2019    | —                   | —                      | —                    | —                   |

## Productos

### Videojuegos
En julio de 2017 se anunció de un videojuego móvil oficial de Danger Mouse estaba en el desarrollo por el 9th Impact y el videojuego Danger Mouse: The Danger Games fue lanzado en App Store y Google Play Store en agosto de 2017. El videojuego es un juego multijugador de batallas con el comercio de tarjetas. Fue nominado al Mejor juego portátil en el Gamescom Awards 2017, pero perdió por Metroid: Samus Returns.
El 31 de agosto de 2017 fue lanzado en Europa y el 30 de septiembre en América.
En enero de 2018 se anuncia el lanzamiento en Nintendo Switch. El 13 de septiembre fue el lanzamiento en Nintendo Switch.

### DVD
El 1° DVD de la serie fue estrenada el 2 de noviembre de 2015. El 2° DVD fue estrenada el 15 de agosto de 2016. El 3° DVD fue estrenada el 24 de octubre de 2016. El 4° DVD fue estrenada el 6 de febrero de 2017.
 El 5° DVD fue estrenada el 17 de julio de 2017.
 El 6° DVD fue estrenada el 18 de septiembre de 2017.

### Lanzamiento de DVD
| Título de DVD                             | Serie (s) | Número de episodios | Duración total     | Fecha de lanzamiento     | Episodios |
| Danger Mouse: Mission Improbable          | 1         | 7                   | 88 minutos aprox.  | 2 de noviembre de 2015   | "Danger Mouse Begins... Again" "Planet of the Toilets" "Danger at C-Level" "The Other Day the Earth Stood Still" "Welcome to Danger World" "Big Head Awakens" "Greenfinger"                                    |
| Danger Mouse: Quark Games                 | 1         | 9                   | 99 minutos aprox.  | 15 de agosto de 2016     | "Quark Games" "Pink Dawn" "The World Wide Spider" "Jeopardy Mouse" "The Return of Danger K" "Danger Fan" "Big Penfold" "The Unusual Suspects" "The Inventor Preventor"                                         |
| Danger Mouse: Merry Christmouse           | 1         | 7                   | 89 minutos aprox.  | 24 de octubre de 2016    | "The Snowman Cometh" "#Sinister Mouse" "There's No Place Like Greenback" "Happy Boom Day!" "Frankensquawk's Monster" "Escape From Big Head" "Megahurtz Attacks"                                                |
| Danger Mouse: The Mouse Awakens           | 1         | 9                   | 105 minutos aprox. | 6 de febrero de 2017     | "The Hamster Effect" "The Good, the Baaaaa and the Ugly" "Attack of the Clowns" "Cheesemageddon" "Send in the Clones" "Hail Hydrant" "Wicked Leaks" "Queen of Weevils" "Masters of the Twystyverse"            |
| Danger Mouse: The Agents Who Saved Summer | 1         | 10                  | 105 minutos aprox. | 17 de julio de 2017      | "Never Say Clever Again" "Tomorrow Never Comes" "Half the World Is Enough" "Danger Is Forever" "The Spy Who Came in With a Cold" "Agent 58" "Thanks a Minion!" "High School Inedible" "Mousefall" "Mouse Rise" |
| Danger Mouse: From Duck to Dawn           | 1         | 8                   | 93 minutos aprox.  | 18 de septiembre de 2017 | "From Duck to Dawn" "The Duckula Show" "Very Important Penfold" "The Cute Shall Inherit the Earth" "All 5 It" "Dream Worrier" "The Confidence Trick" "Sir Danger de Mouse"                                     |